# Самитов, Руслан Рустемович
Руслан Рустемович Самитов (11 июля 1991, Казань) — российский бобслеист и легкоатлет, специализирующийся в тройном прыжке. Серебряный призёр чемпионата Европы в помещении (2013). Чемпион России в помещении (2013). Мастер спорта России международного класса (2013).

## Основные результаты
| Год  | Турнир                                     | Место проведения     | Место  | Результат |
| ---- | ------------------------------------------ | -------------------- | ------ | --------- |
| 2009 | Чемпионат Европы среди юниоров             | Нови-Сад, Сербия     | 4      | 15,89 м   |
| 2010 | Чемпионат России среди юниоров в помещении | Саранск, Россия      | 2      | 16,51 м   |
| 2010 | Чемпионат России среди юниоров             | Саранск, Россия      | 1      | 16,42 м   |
| 2011 | Чемпионат России среди молодёжи            | Волгоград, Россия    | 9      | 15,38 м   |
| 2011 | Командный чемпионат России                 | Сочи, Россия         | 5      | 16,85 м   |
| 2012 | Чемпионат России в помещении               | Москва, Россия       | 4      | 16,47 м   |
| 2012 | Чемпионат России среди молодёжи            | Саранск, Россия      | 3      | 16,64 м   |
| 2012 | Командный чемпионат России                 | Сочи, Россия         | 2-е    | 16,85 м   |
| 2012 | Чемпионат Европы                           | Хельсинки, Финляндия | 24 (q) | 16,32 м   |
| 2013 | Чемпионат России в помещении               | Москва, Россия       | 1      | 17,06 м   |
| 2013 | Чемпионат Европы в помещении               | Гётеборг, Швеция     | 2-е    | 17,30 м   |
| 2013 | Командный чемпионат России                 | Сочи, Россия         | 2-е    | 16,54 м   |
| 2013 | Универсиада                                | Казань, Россия       | 15 (q) | 15,11 м   |
| 2014 | Чемпионат России                           | Казань, Россия       | 5      | 16,31 м   |
| 2015 | Чемпионат России в помещении               | Москва, Россия       | 6      | 16,09 м   |
| 2015 | Командный чемпионат России                 | Сочи, Россия         | 5      | 15,93 м   |
| 2016 | Командный чемпионат России                 | Сочи, Россия         | 8      | 15,82 м   |